# Andrzej Frydrychowski
Andrzej Frydrychowski (ur. 30 września 1947) – polski lekarz, profesor doktor habilitowany nauk medycznych (tytuł profesorski otrzymał w 2018 r.), specjalności: fizjologia człowieka, anestezjologia, chirurgia.

## Studia i praca naukowa
W 1980 r. obronił pracę doktorską pod tytułem: "Próba obiektywizacji zjawiska bólu w badaniach doświadczalnych na kotach". W 2008 uzyskał habilitację pracą: "Pomiar transluminacji z rozpraszaniem zwrotnym (NIR-T/BSS): nowa, nieinwazyjna metoda badania zmian szerokości przestrzeni podpajęczynówkowej oraz parametrów tętnienia wewnątrzczaszkowego". W 2018 r. nadano mu stopień profesora nauk medycznych.
W latach 1973 – 2017 pracował w Gdańskim Uniwersytecie Medycznym (wcześniej Akademia Medyczna).

## Publikacje
- Andrzej Frydrychowski et al. Effects of diving and oxygen on autonomic nervous system and cerebral blood flow, w Diving and Hyperbaric Medicine,  2013 [2].
- Andrzej Frydrychowski, Michał Lange. Skutecznie wyleczyć. 2, Choroby sercowo-naczyniowe, MediaCom Press, 2023 Łódź[3]
- Andrzej Frydrychowski, Michał Lange. Skutecznie wyleczyć. 3, Choroby nowotworowe, Apollo Media, 2024 Pruszcz Gdański[4].
- Andrzej Frydrychowski, Michał Lange. Skutecznie wyleczyć. 1, COVID i inne choroby wirusowe, Apollo Media, 2025 Pruszcz Gdański[5].
- Andrzej Frydrychowski, Michał Lange. Skutecznie wyleczyć. 2, Choroby układu krążenia, Apollo Media, 2025 Pruszcz Gdański, 2025[6]